# Gasatwe
Gasatwe är ett vattendrag i Burundi.   Det ligger i provinsen Makamba, i den sydvästra delen av landet, 100 kilometer söder om huvudstaden Bujumbura.
Omgivningarna runt Gasatwe är en mosaik av jordbruksmark och naturlig växtlighet. Runt Gasatwe är det ganska tätbefolkat, med 214 invånare per kvadratkilometer.